# Bandera d'Isòvol
La bandera oficial d'Isòvol (Baixa Cerdanya) té la següent descripció:
Bandera apaïsada, de proporcions dos d'alt per tres de llarg, tricolor horitzontal ondada de mitja, tres i mitja ones, de color blanc, verd clar i blau fosc.
El Ple de l'Ajuntament del 17 de juliol de 2002 va adoptar l'acord d'aprovar la bandera municipal, a la qual es dona conformitat el 25 de setembre de 2002 i fou publicada en el DOGC el 10 d'octubre del mateix any amb el número 3.737.